# Dualité T
En théorie des cordes et des supercordes la dualité T désigne une dualité particulière sous laquelle un (ou plusieurs) rayon de compactification est inversé.

## Un cas simple
Considérons dans un premier temps le cas le plus simple de dualité T. Si on compactifie la théorie bosonique sur un cercle de rayon {\displaystyle R\,} alors les états de vide de la théorie {\displaystyle |m,n>\,} sont doublement quantifiés de la façon suivante:
- le nombre quantique {\displaystyle m\,} indique que la corde associée (ou plus précisément son centre de masse) possède un moment {\displaystyle m/R\,} dans la direction de compactification. Dans le cas où {\displaystyle n=0\,} on parle alors d'états de moment.
- le nombre quantique {\displaystyle n\,} indique que la corde associée est enroulée {\displaystyle n\,} fois autour de la direction de compactification. Dans cet état fondamental une telle corde possède une longueur {\displaystyle nR\,} dans cette direction. Dans le cas où {\displaystyle m=0\,} on parle alors d'états d'enroulement.

L'étude du spectre de la théorie des cordes indique que de tels états possèdent une masse {\displaystyle m\,} donnée par
{\displaystyle m^{2}={m^{2} \over R^{2}}+{n^{2}R^{2} \over \alpha '^{2}}\,}
Le premier terme est strictement analogue à la masse d'une particule se déplaçant avec un moment {\displaystyle m/R\,} dans la direction compacte dans le cadre de la théorie de Kaluza-Klein. Le second terme est naturel puisqu'une corde est un objet possédant une tension {\displaystyle \alpha '\,}, lui imposer une longueur minimale coûte donc une énergie proportionnelle à sa longueur.

On voit alors que le spectre que l'on vient de décrire est invariant sous la transformation
à condition de procéder simultanément à l'échange
C'est-à-dire en particulier que les états de moments (qui ont une interpretation particulaire en considérant le centre de masse de la corde) sont échangés avec des états d'enroulement (qui n'ont pas d'interprétation particulaire) au cours de l'opération de dualité T.
L'opération qu'on vient de décrire correspond précisément à ce qu'on entend par dualité T dans ce cas particulier. Du point de vue de l'espace-cible cette opération est tout à fait remarquable: à la subtilité de la constante {\displaystyle \alpha '\,}  près qui permet d'homogénéiser la relation d'inversion de rayon (elle a l'unité d'une longueur au carré), on voit donc que compactifier la théorie des cordes sur un cercle de rayon très petit (ce qui devrait aboutir à une théorie possédant une dimension de moins si on suivait l'intuition issue de la théorie de Kaluza-Klein pour la physique des particules) est strictement équivalente à une théorie des cordes compactifiée sur un cercle de rayon très grand et qui dans la limite de très grand rayon reproduit la théorie originale non compactifiée.
Par ailleurs signalons que contrairement à la symétrie de reparamétrisation qui est une caractéristique commune à toutes les théories de la gravitation incorporant la relativité générale et donc non spécifique à la seule théorie des cordes seule, la dualité T est essentiellement cordiste dans la mesure où pour être réalisée d'un point de vue quantique elle nécessite la prise en compte des états d'enroulement de la corde autour d'une direction de compactification or de tels états ne sauraient exister dans une théorie ou les excitations fondamentales sont seulement des particules (qui fournirait seulement des états de moment mais pas d'états d'enroulement).